# Topole (gmina Rogaška Slatina)
Topole – wieś w Słowenii, w regionie Sawińskim, w gminie Rogaška Slatina. 1 stycznia 2017 liczyła 209 mieszkańców.